# セイコー・メカニカル

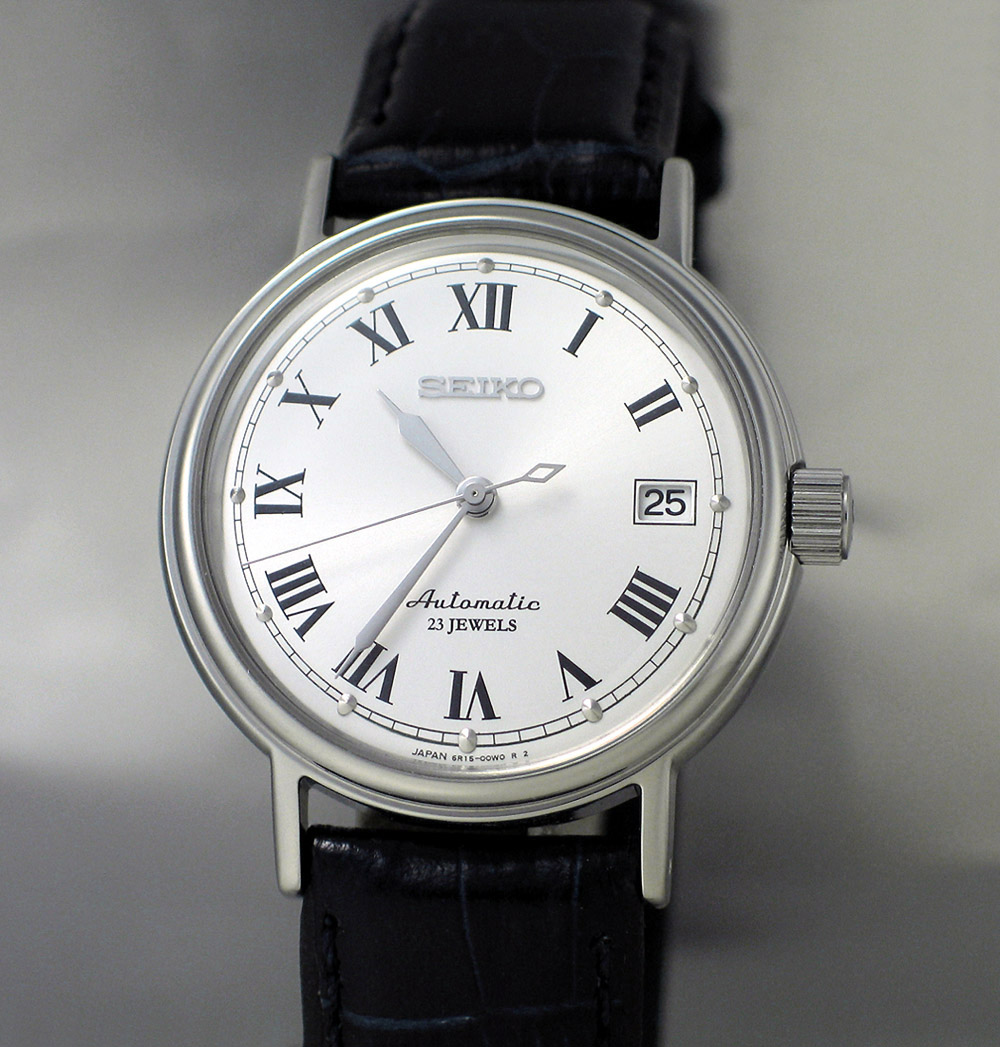
SARBシリーズのクラシックモデルSARB043

セイコー・メカニカル（SEIKO Mechanical）は、日本の腕時計メーカーであるセイコーウオッチが製造・販売している腕時計のブランドのひとつ。ブランドとしての「メカニカル」と、自動巻きを意味する「メカニカル」との混同を避けるためメカニカルシリーズとも呼ばれる。

## 概要
メカニカルは、機械式時計が全盛を誇った1950年代から1970年代にかけセイコーが培った技術を最先端の技法で蘇らせるべく2006年に誕生したブランドで、全てモデルに自社開発の機械式ムーブメントを搭載する。メカニカルの特徴として、セイコーの高級ブランドグランドセイコーが製造される雫石高級時計工房で組み立てられたキャリバー4S36搭載の複雑機構モデルからスタンダードな3針カレンダー付きのキャリバー6R15搭載モデルまでカバーしており、製品のバリエーションは非常に多彩である。また、ほとんどのモデルの裏蓋にはガラスが採用されており、ムーブメント内部のローターやテンプの動きを見ることの出来るシースルーバック仕様となっている。

## ムーブメント
| キャリバー | 振動数(秒) | 石数 | 日差         | 持続時間 | その他                                                   |
| ---------- | ---------- | ---- | ------------ | -------- | -------------------------------------------------------- |
| 4R36       | 6振動      | 24石 | +45秒～-35秒 | 41時間   | 秒針停止機能                                             |
| 4L25       | 8振動      | 25石 | +25秒～-15秒 | 42時間   | 秒針停止機能                                             |
| 4S36       | 8振動      | 29石 | +15秒～-10秒 | 50時間   | 秒針停止機能、曜針、日針、24時針、パワーリザーブ表示機能 |
| 6R15       | 6振動      | 23石 | +25秒～-15秒 | 50時間   | 秒針停止機能                                             |
| 6R20       | 8振動      | 29石 | +25秒～-15秒 | 45時間   | 秒針停止機能、曜針、日針、パワーリザーブ表示機能         |
| 6R21       | 8振動      | 29石 | +25秒～-15秒 | 45時間   | 秒針停止機能、曜針、日針、パワーリザーブ表示機能         |
| 6R24       | 8振動      | 31石 | +25秒～-15秒 | 45時間   | 秒針停止機能、曜針、日針、パワーリザーブ表示機能         |
| 6R27       | 8振動      | 29石 | +25秒～-15秒 | 45時間   | 秒針停止機能、日針、パワーリザーブ表示機能               |
| 8L38       | 8振動      | 26石 | +15秒～-10秒 | 50時間   | 秒針停止機能                                             |

## シリーズ

### SARAシリーズ
キャリバー4L25を搭載する3針カレンダーモデル。琺瑯ダイアルまたは電鋳ダイアルを搭載する。無反射コーティングのデュアルカーブサファイアガラスに裏蓋はサファイアガラスによるシースルーバック仕様。

### SARBシリーズ
キャリバー6R15を搭載する、3針カレンダーモデル。セイコー伝統のケース形状である“セイコースタイル”を継承する「スタンダード」、丸みを帯びた「クラシック」、世界的に著名なバーテンダー石垣忍とのコラボレーションモデルで放射状にギョーシェ加工された文字盤が特徴の「エレガント」、1960年代に流行した5面カットガラスまたはカラーグラデーションダイアルを採用した「レトロモダン」、登山で求められる内転リング式簡易方位計や衝撃に強いロック式リューズを装備した「アルピニスト」など、バリエーションが非常に豊富である。

### SARCシリーズ
キャリバー6R20を搭載する6針モデルで、パワーリザーブ表示機能、ポインターデイト表示機構、レトログラード式曜日機構を持つ。丸型のクラシックタイプのケースには電鋳ダイアルまたは琺瑯ダイアルが搭載され、裏蓋はサファイアガラスによるシースルーバック仕様。スタンダードタイプは、ザラツ研磨を施したケースに裏蓋はハードレックスガラスによるシースルーバック仕様。

### SARDシリーズ
キャリバー6R24を搭載する6針モデルで、パワーリザーブ表示機能、ポインターデイト表示機構、レトログラード式曜日機構を持つ。裏蓋はハードレックスガラスによるシースルーバック仕様。このSARD品番はのちにセイコー・プレザージュのラインアップに加わる。

### SARGシリーズ
キャリバー6R15およびキャリバー4R36を搭載する3針カレンダーモデル。日本国内での販売を行っていないセイコーファイブの名を冠しているものの、セイコーファイブの特徴である「5」マークは無い。一部に内転リング式簡易方位計を搭載したモデルが存在する。裏蓋はシースルーバック仕様。

### SARLシリーズ
キャリバー8L38を搭載する雫石高級時計工房で製造された3針モデル。ザラツ研磨された高級ケースに、無反射コーティングのデュアルカーブサファイアガラスを搭載。10時位置からムーブメントが見えるセミスケルトン文字盤で、裏蓋はサファイアガラスによるシースルーバック仕様。

### SARNシリーズ
キャリバー4S36を搭載する雫石高級時計工房で製造されたメカニカルシリーズの最高級7針モデル。パワーリザーブ表示機能、ポインターデイト表示機構、レトログラード式曜日機構、24時針によるデュアルタイム表示機能を持つ。ザラツ研磨された高級ケースに、無反射コーティングのデュアルカーブサファイアガラスを搭載。裏蓋はサファイアガラスによるシースルーバック仕様。